# Radar météorologique de King City
Le radar météorologique de King City (code OACI CWKR (avant 2021) CASKR (après 2021)) est un radar météorologique d'Environnement et Changement climatique Canada et fait partie du réseau canadien de radars météorologiques. Il est situé à King City (Ontario), Canada. Bien qu'opérationnel, il est également l'outil de recherche du Service météorologique du Canada (SMC) pour le développement des techniques et connaissances radar.

## Histoire
En 1985, la direction de la recherche du Service atmosphérique d'Environnement Canada (depuis devenu le SMC) construit le premier radar canadien Doppler à King City. Ce radar a servi à mettre au point les paramètres et stratégies de sondages nécessaires à l'opération d'un radar Doppler de 5 cm de longueur d'onde afin qu'il ait une portée non ambiguë s'approchant de celle des radars de plus grandes longueurs d'onde comme les NEXRAD.
En 2004, une nouvelle tour et une antenne à double polarisation remplacent le radar précédent pour continuer la recherche. La double polarisation sert à déterminer directement le type de précipitations (pluie, neige, grêle, etc.) et à donner de meilleures estimations des quantités de pluie car elle n'est pas influencée par l'atténuation inhérente à un radar de longueur d'onde de 5 cm.
En 2021, le radar est remplacé par un radar de bande S à double polarisation dans le cadre du programme de modernisation du réseau canadien de radars météorologiques. Ce nouveau radar a une plus large couverture, est très peu atténué par les précipitations intenses et permet donc d'obtenir des informations plus précises.

## Opérations
Ce radar est opéré dans le cadre du Réseau canadien de radars météorologiques, 24 heures sur 24. Son rayon d'action est de 256 km en mode réflectivité et 128 km en mode Doppler jusqu'en 2021 avec le radar de bande C. La portée a été augmentée respectivement à 300 et 240 km avec le nouveau radar de bande S. Il sert à détecter les précipitations, suivre leur déplacement et prédire leurs effets sur les régions métropolitaine de Toronto et des chutes du Niagara dit du Golden Horseshoe.

## Recherches
- Sous les auspices de la Division de la recherche sur la physique des nuages d'Environnement Canada, le centre de recherche associé au radar de King City collecte des données sur la chimie et la physique des nuages.
- Un radar météorologique étant assez sensible pour détecter le vol des oiseaux en relation avec les autres membres du réseau, le radar de King City peut fournir des informations sur leur migration, particulièrement si ses données sont croisées avec celles d'autres stations.